# さいたま市立慈恩寺小学校
さいたま市立慈恩寺小学校（さいたましりつ じおんじしょうがっこう）は、埼玉県さいたま市岩槻区にある公立小学校。

## 規模
- 2015年度 - 児童数385人14学級。

## 沿革
- 1892年（明治25年）4月 - 表慈恩寺学校・鹿室学校・上野学校を統合し慈恩寺小学校に改称。慈恩寺の建物を校舎に使用した。
- 1941年（昭和16年）4月 - 慈恩寺国民学校に改称。
- 1947年（昭和22年）4月1日 - 慈恩寺村立慈恩寺小学校に改称。
- 2005年（平成17年）4月1日 - さいたま市に編入され、さいたま市立慈恩寺小学校に改称。

## 交通
- 東武野田線 豊春駅からタクシー5分。